# دنیلو سیکن
دنیلو سیکن (اوکراینی: Данило Ярославович Сікан؛ زادهٔ ۱۶ آوریل ۲۰۰۱) بازیکن فوتبال اهل اوکراین است که در پست مهاجم برای باشگاه فوتبال شاختار دونتسک در لیگ برتر فوتبال اوکراین بازی می‌کند.
از باشگاه‌هایی که وی در آن بازی کرده‌است می‌توان به باشگاه فوتبال کارپاتی لووف اشاره کرد.